# Мангу-Чаймаки
Мангу-Чаймаки — исчезнувшая деревня в Венгеровском районе Новосибирской области России. На момент упразднения входила в состав Новокуликовского сельсовета. Исключена из учётных данных в 1977 году.

## География
Располагалась между озёрами Каш-Каш, Кугала и рямом Зимник, в 8 км к северо-западу от села Новые Кулики.

## История
Деревня была основана в 1775 году. В 1928 году деревня Мангучаймаки состояла из 44 хозяйств. В административном отношении входила в состав Тихоновского сельсовета Меньшиковского района Барабинского округа Сибирского края.
Решением Новосибирского облисполкома от 01.12.1977 г. № 799 деревня исключена из учётных данных.

## Население
По переписи 1926 г. в деревне проживало 211 человек (92 мужчины и 119 женщин), основное население — русские.